# شيرلي تشيزوم

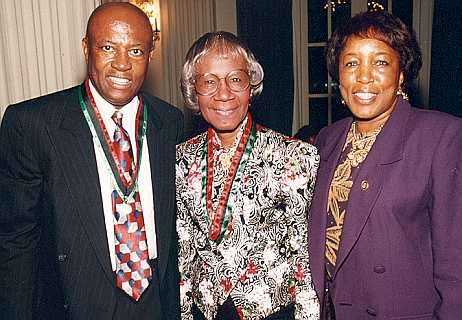
في الوسط شيرلي تشيزوم

شيرلي تشيزوم (بالإنجليزية Shirley Chisholm) (‏ 30 نوفمبر 1924 - 1 يناير 2005) وهي سياسية أمريكية من أصول أفريقية تنتمي إلى الحزب الديموقراطي وهي أول امرأة سوداء تنتخب لعضوية الكونغرس الأمريكي (مجلس النواب) ما بين عامي 1969 إلى عام 1983. وكانت شيرلي تشيزوم أول امرأة سوداء تخوض انتخابات الحزب الديمقراطي لمنصب مرشح رئاسة الولايات المتحدة الأمريكية في سنة 1972 قبل أن تخسر ترشيحها لصالح المرشح الديمقراطي الآخر جورج ماكغفرن.

## حياتها المبكرة
شيرلي تشيزوم ولدت في 30 تشرين الثاني - نوفمبر من سنة 1924 في حي بروكلين، مقاطعة كينغز، بمدينة نيويورك من أبوين مهاجرين فقد كان والدها من غيانا البريطانية اما والدتها فقد كانت من بربادوس، شيرلي أرسلت للعيش مع جدتها في مزرعة في بربادوس، وهي مستعمرة بريطانية سابقة في جزر الهند الغربية. تشيزوم عندما كان عمرها عشر سنوات، عادت إلى مدينة نيويورك في ذروة فترة الكساد العظيم الذي اصاب الولايات المتحدة الأمريكية. تشيزوم حصلت على درجة البكالوريوس من كلية بروكلين في سنة 1946. وحصلت على درجة الماجستير في التعليم الابتدائي من جامعة كولومبيا وكان ذلك في سنة 1952.خلال هذا الوقت، كان من الصعب لخريجي جامعات السود من الحصول على عمل يتناسب مع تعليمهم الجامعي. شغلت تشيزوم منصب مديرة مركز هاميلتون ماديسون لرعاية الطفل من عام 1953 إلى عام 1959. ومنذ عام 1959 إلى عام 1964 عملت شيرلي تشيزوم كمستشارة تربوية لشعبة رعاية الطفولة في مدينة نيويورك.

## حياتها السياسية
خدمت شيرلي تشيزوم في مجلس النواب الأمريكي ممثلا عن ولاية نيويورك من عام 1969 إلى عام 1983 وبهذا أصبحت تشيزوم أول امراة من ذوي البشرة السوداء تدخل لمجلس النواب الأمريكي. وفي يوم 25 يناير من سنة 1972 تشيزوم أعلنت ترشحها للرئاسة وأصبحت تشيزوم أول امرأة من ذوي البشرة السوداء تسعى لنيل ترشيح الحزب لها لانتخابات الرئاسة الأمريكية حيث وقفت تشيزوم أمام الكاميرات وقالت:
إنني أقف أمامكم اليوم كمرشح للفوز بترشيح الحزب الديمقراطي لرئاسة الولايات المتحدة وأنا لست مرشحا لأميركا السوداء، على الرغم من انني فخورة بكوني سوداء، وأنا لست مرشحا للحركة النسائية في هذا البلد، على الرغم من كوني امرأة، وبنفس القدر وأنا فخورة بذلك، وأنا لست مرشحة لأرباب العمل السياسي أو أي من من المصالح الخاصة انا مرشحة للشعب 
على الرغم من أنها لم تحصل على ترشيح فقد فازت تشيزوم بأصوات 28 مندوبا، وجمعت 152 صوتا في المؤتمر الوطني الديموقراطي وخسرت الترشح امام المرشح جورج ماكغفرن. وفي سنة 1982 أعلنت شيرلي تشيزوم تقاعدها من الكونغرس. وبعد ترك تشيزوم العمل السياسي. عملت شيرلي تشيزوم في كلية ماونت هوليوك في ساوث هادلي بولاية ماساشوستس كأستاذ وبقيت تدرس هناك لمدة اربع سنوات تدرس السياسة ودراسات المرأة وفي عام 1987 تقاعدت تشيزوم من التدريس بالكلية.

## حياتها الشخصية
تزوجت شيرلي تشيزوم مرتين فقد كان زواجها الأول من كونراد تشيزوم الجامايكي الذي كان يعمل المحقق الخاص وكان ذلك في سنة 1949 واستمر هذا الزواج إلى سنة 1977 حيث انتهى بطلاقهما. اما الزواج الثاني فقد كان من آرثر هردويك الابن، في سنة وهو رجل أعمال وقد استمر هذا الزواج من سنة 1977 إلى وفاته في سنة 1986.

## تكريم
- في سنة 1975 نالت شيرلي تشيزوم على درجة الدكتوراه الفخرية في القانون من كلية سميث.
- في سنة 1993 ادخل اسم شيرلي تشيزوم ضمن قاعة الوطنية لمشاهير النساء

## وفاتها
توفيت شيرلي تشيزوم في 1 كانون الثاني - يناير من سنة 2005 في مدينة دايتونا بيتش بولاية فلوريدا وهي مدفونة حاليا في مدينة بوفالو بولاية نيويورك.

## روابط خارجية
- شيرلي تشيزوم على موقع الموسوعة البريطانية (الإنجليزية)
- شيرلي تشيزوم على موقع ميوزك برينز (الإنجليزية)
- شيرلي تشيزوم على موقع إن إن دي بي (الإنجليزية)